# فاولر إيرل كالاواي
فاولر إيرل كالاواي (بالإنجليزية: Fuller Earle Callaway)‏ هو رائد أعمال أمريكي، ولد في 1870 في لاغرانغ في الولايات المتحدة، وتوفي في 1928.